# Theridion catharina
Theridion catharina là một loài nhện trong họ Theridiidae.
Loài này thuộc chi Theridion. Theridion catharina được Brian John Marples miêu tả năm 1955.